# Charles William Munro
Pour les articles homonymes, voir Charles Munro et Munro.
Charles William Munro (15 mars 1864-27 janvier 1919,) est un homme politique canadien de la Colombie-Britannique. Il est député provincial indépendant de la circonscription britanno-colombienne de Westminster-Chilliwhack de 1898 à 1903 et député libéral de Chilliwhack de 1903 à 1909.

## Biographie
Né dans le comté de Dundas (en) dans le Canada-Ouest, Munro étudie sur place et à l'Université Victoria de Cobourg (maintenant annexe de l'université de Toronto). Avant d'entrer à l'université, Munro voyage pendant deux ans à titre de missionnaire méthodiste. En 1888, il s'installe à Chilliwack en Colombie-Britannique.
Munro meurt à Chilliwack en janvier 1919 à l'âge de 54 ans.